# 利波韋 (喬爾努希區)
50°15′13″N 32°52′37″E / 50.25361°N 32.87694°E
利波韋（烏克蘭語：Липове），是烏克蘭中部的村莊，隸屬波爾塔瓦州的盧布尼區。該村分別距離盧戈維基1公里和基茲利夫卡1.5公里，海拔高度132米，2001年該村落人口48。